# Règlement de voirie
En France, le règlement de voirie est un document d'urbanisme local qui établit très précisément les modalités de coordination administratives et techniques relatives à l'occupation temporaire du domaine public et à l'exécution des travaux de voirie, notamment sur les réseaux routiers, au niveau national, départemental ou communal. 

## Historique
Dès 1270, une ordonnance royale crée « l'office de voyer du roi ès ville, prévôté, vicomté de Paris », premier texte réglementaire signalé pour la conservation de la voie publique urbaine.
Toutefois, le texte de référence reste celui de l'édit d'Henri IV du 16 décembre 1607 sur les attributions du Grand voyer de France, Sully, qui était chargé des questions de voirie et de police des rues et chemins. Cet édit, qui concernait uniquement Paris, traitait à la fois de ce que l'on nomme aujourd'hui l'urbanisme, l'hygiène publique et la police de la voirie. Les règles contenues dans cet édit étant qualifiées de "perpétuel et irrévocable" dans son préambule, certaines parties du texte sont restées en vigueur jusqu'à la fin du XXe siècle.
Au fil des siècles, la plupart des grandes villes se sont dotées de tels règlements. Au XXe siècle, l'urbanisme et l'hygiène publique sont devenus des domaines autonomes et les règlements de voirie n'ont plus traité que de la voirie.
Dès les débuts de la Ve République, le Gouvernement Pompidou prend plusieurs décrets, notamment le décret du 14 mars 1964, qui uniformisent les règles de base puisque la réglementation applicable aux voies communales comme départementales était fixée par des arrêtés types pris par les préfets de région.
Les lois de décentralisation de Gaston Defferre (lois des 2 mars 1982, 7 janvier 1983 et 22 juillet 1983) remettent en cause cette uniformité puisque, désormais, chaque commune et chaque département doit rédiger son propre règlement.
Aujourd'hui, les règlements de voirie diffèrent toujours largement d'une commune à l'autre, mais également entre les départements.

## Présentation
Ce règlement s'applique à toute occupation au sol, en sous-sol ou en aérien, réalisée par ou pour le compte des personnes physiques ou morales, publiques ou privées. Il traite également des droits et obligations des riverains (Code général des collectivités territoriales ?). 
- Pour les voies communales : le règlement de voirie est établi, selon l’article R141-14 du code de la voirie routière[8], par le conseil municipal, après avis d'une commission présidée par le maire et comprenant, notamment, des représentants des affectataires, permissionnaires, concessionnaires et autres occupants de droit des voies communales. À défaut de règlement de voirie, le conseil municipal est censé statuer dans chaque cas (art. R141-15 du code[8]).
- Pour les routes départementales (article R131-11 du code), le conseil départemental et le président du conseil départemental se substituent au conseil municipal et au maire.
- Pour les routes nationales et les autoroutes, le règlement reste national.

## Contenu
Les autorisations de voirie : également appelées autorisations d'occupation du domaine public routier, ces autorisations concernent
- les permis de stationnement (occupations en surface, sans ancrage dans le sol) : pour les chantiers de construction ou de déconstruction, les échafaudages, les étalages, les terrasses de café, les rampes d'accès…
- les permissions de voirie (autorisations d'ouvrages implantés dans le sous-sol) : pour terrasses fermées, canalisations et ouvrages souterrains, occupations aériennes et sur façades câbles, passerelles, balcons, encorbellements… (si cela ne relève pas des règles d'urbanisme locales).

Les droits et obligations des riverains : 
- Droits : droits d'accès, droit de jour et de vue; droit de déversement des eaux (pluviales et de source);  droit de préemption sur les délaissés de voirie; avantages retirés des autorisations de voirie…
- Obligations : servitudes de visibilité; obligation d'alignement et de nivellement; recevoir les eaux pluviales des voies; n'exécuter les ouvrages ou travaux qu'à une distance minimum des limites du domaine public (excavations, arbres et haies, élagage, clôtures, panneaux de publicité, etc.); entretenir les ouvrages de soutènement des voies lorsqu'ils sont de leur fait; aménager les accès particuliers aux propriétés (entrées charretières ou "bateaux"); supporter sur les façades les plaques de dénomination des rues, les repères de nivellement; entretenir les plaques de numérotage des immeubles; nettoiement, désherbage des trottoirs et caniveaux; mise en tas de la neige, déglaçage en cas de verglas…

Les modalités de réalisation des travaux de réseaux souterrains : Le règlement rappelle qu'avant toute élaboration et réalisation de projet affectant le sous-sol, les intervenants et entreprises ont l'obligation de diffuser une DT (déclaration de projet de travaux) et une DICT (déclaration d'intention de commencement de travaux)
- Modalités de réalisation des tranchées, leur réfection et signalisation des ouvrages souterrains[10]
- Signalisation des chantiers[11] : le règlement peut préciser les exigences locales : cheminement des piétons, barrières de chantier, etc.

La protection des végétaux lors de travaux : Définition des mesures à prendre pour assurer la conservation des arbres, des arbustes, massifs floraux et pelouses pendant et après des travaux à leur voisinage.
Les contraventions de voirie : Tout acte de nature à porter atteinte à l'intégrité des voies publiques ou à leurs dépendances, à en modifier l'emprise ou à y occasionner des dégradations constitue une infraction à la conservation du domaine public routier.